# Fils de Chine
Fils de Chine è un fumetto scritto da Roger Lécureux e disegnato da Paul Gillon, pubblicato dall'ottobre 1950 al dicembre 1953 su Vaillant, il settimanale giovanile del Partito Comunista Francese.
La storia è un resoconto della Lunga marcia di Mao Zedong, un evento fondamentale nella mitologia del Partito Comunista Cinese vissuta da Tao, un adolescente cinese immaginario; Fils de Chine è, nonostante la fantasia della maggior parte dei suoi dettagli, un classico dei fumetti realistici francesi.
Nel 1954 dal n. 34 nella rivista per ragazzi italiani Pioniere dell'Associazione Pionieri Italiani furono pubblicate, su concessione di Éditions Vaillant, fino al n.51 delle puntate dei fumetto francese i Figli della Cina tradotte in italiano.